# FFAR3
FFAR3 (англ. Free fatty acid receptor 3) – білок, який кодується однойменним геном, розташованим у людей на короткому плечі 19-ї хромосоми. Довжина поліпептидного ланцюга білка становить 346 амінокислот, а молекулярна маса — 38 649.
| 10         |  | 20         |  | 30         |  | 40         |  | 50         |
| ---------- |  | ---------- |  | ---------- |  | ---------- |  | ---------- |
| MDTGPDQSYF |  | SGNHWFVFSV |  | YLLTFLVGLP |  | LNLLALVVFV |  | GKLQRRPVAV |
| DVLLLNLTAS |  | DLLLLLFLPF |  | RMVEAANGMH |  | WPLPFILCPL |  | SGFIFFTTIY |
| LTALFLAAVS |  | IERFLSVAHP |  | LWYKTRPRLG |  | QAGLVSVACW |  | LLASAHCSVV |
| YVIEFSGDIS |  | HSQGTNGTCY |  | LEFRKDQLAI |  | LLPVRLEMAV |  | VLFVVPLIIT |
| SYCYSRLVWI |  | LGRGGSHRRQ |  | RRVAGLLAAT |  | LLNFLVCFGP |  | YNVSHVVGYI |
| CGESPAWRIY |  | VTLLSTLNSC |  | VDPFVYYFSS |  | SGFQADFHEL |  | LRRLCGLWGQ |
| WQQESSMELK |  | EQKGGEEQRA |  | DRPAERKTSE |  | HSQGCGTGGQ |  | VACAES     |

A: Аланін

C: Цистеїн

D: Аспарагінова кислота

E: Глутамінова кислота

F: Фенілаланін

G: Гліцин

H: Гістидин

I: Ізолейцин

K: Лізин

L: Лейцин

M: Метіонін

N: Аспарагін

P: Пролін

Q: Глутамін

R: Аргінін

S: Серин

T: Треонін

V: Валін

W: Триптофан

Кодований геном білок за функціями належить до рецепторів, g-білокспряжених рецепторів, білків внутрішньоклітинного сигналінгу. 
Задіяний у таких біологічних процесах, як імунітет, запальна відповідь. 
Білок має сайт для зв'язування з ліпідами. 
Локалізований у клітинній мембрані, мембрані.